# Michael Schneider (Blockflötist)
Michael Schneider (* 10. August 1953 in Nordhorn) ist ein deutscher Blockflötist und Dirigent.

## Leben
Michael Schneider studierte an der Musikhochschule Köln Querflöte, Blockflöte und Violoncello und nahm außerdem Blockflötenunterricht bei Walter van Hauwe in Amsterdam. 1978 gewann er den Internationalen Musikwettbewerb der ARD im Fach Blockflöte und trat seitdem als Solist mit zahlreichen namhaften Orchestern auf. 1979 gründete er das Kammerensemble Camerata Köln, mit dem er über 50 Schallplatten mit Werken von Antonio Vivaldi, Georg Philipp Telemann, Georg Friedrich Händel, Giuseppe Sammartini, Giovanni Battista Sammartini, Joseph Haydn u. a. einspielte. 
1980 wurde Schneider Professor für Blockflöte an der Hochschule der Künste in Berlin. 1983 folgte er einem Ruf an die Musikhochschule in Frankfurt am Main, wo er Leiter der Abteilung für Alte Musik wurde und einen neuen Studiengang „Historische Interpretationspraxis“ einrichtete. 1988 gründete er das auf historischen Instrumenten spielende Ensemble La Stagione Frankfurt, mit dem er als Solist und Dirigent inzwischen u. a. im Konzerthaus Wien, im Concertgebouw Amsterdam, im Palais des Beaux-Arts in Brüssel, in der Mailänder Scala, im Palau Barcelona, in der Alten Oper Frankfurt, der Philharmonie Köln, im Konzerthaus Berlin, bei den Internationalen Händel-Festspielen Göttingen und Halle, beim Bachfest Leipzig, bei den Schwetzinger und Ludwigsburger Festspielen sowie beim Schleswig-Holstein Musik Festival aufgetreten ist und über 30 CDs aus den Bereichen Oper, Oratorium und Sinfonik eingespielt hat. 
Als Gastdirigent arbeitete Michael Schneider u. a. mit dem Zürcher Kammerorchester, der Cappella Coloniensis, der Nederlandse Bachvereniging, dem Israel Chamber Orchestra, der Israel Camerata, dem Händel-Festspielorchester Halle, der Nordwestdeutschen Philharmonie, der Magdeburgischen Philharmonie und der Kammerphilharmonie des MDR zusammen.
Unter seinem künstlerischen Motto „Unerhörtes hörbar machen“ setzt er sich für die Entdeckung und Wiederaufführung vergessener Meisterwerke aus Barock, Frühklassik und Wiener Klassik ein, so z. B. für die Rehabilitierung des Sinfonikers Franz Ignaz Beck.
Michael Schneider gibt Meisterkurse im In- und Ausland, u. a. beim „Jerusalem Early Music Workshop“, am Pariser Konservatorium, an der Musikhochschule Stockholm und der Sommerakademie für Alte Musik Innsbruck.

## Auszeichnungen
Im Jahr 2000 wurde Michael Schneider der Georg-Philipp-Telemann-Preis der Landeshauptstadt Magdeburg verliehen.